# پینوسیلوین
پینوسیلوین (به انگلیسی: Pinosylvin) با فرمول شیمیایی C۱۴H۱۲O۲ یک ترکیب شیمیایی با شناسه پاب‌کم ۵۲۸۰۴۵۷ است. که جرم مولی آن ۲۱۲٫۲۴۴ g/mol می‌باشد. 